# Monochamus kinabaluensis
Monochamus kinabaluensis är en skalbaggsart som beskrevs av Hüdepohl 1996. Monochamus kinabaluensis ingår i släktet Monochamus och familjen långhorningar. Inga underarter finns listade i Catalogue of Life.